# Grabówka (województwo kujawsko-pomorskie)
Grabówka – wieś w Polsce położona w województwie kujawsko-pomorskim, w powiecie włocławskim, w gminie Choceń.
| SIMC    | Nazwa     | Rodzaj    |
| ------- | --------- | --------- |
| 0860263 | Gajówka   | część wsi |
| 0860270 | Stefanowo | część wsi |

W latach 1975–1998 miejscowość administracyjnie należała do województwa włocławskiego. Do sołectwa Grabówka należy także m.in. Stefanowo, niegdyś uznawane za osobną wieś. Według Narodowego Spisu Powszechnego (III 2011 r.) miejscowość liczyła 122 mieszkańców. Jest 22. co do wielkości miejscowością gminy Choceń.